# Ispace (société japonaise)
Cet article concerne l'entreprise japonaise. Pour l'entreprise chinoise, voir iSpace.
ispace Inc. est une entreprise japonaise développant des engins spatiaux robotiques et d'autres technologies liées à des atterrisseurs lunaires, pour concourir pour les contrats de mission de transport et d'exploration des agences spatiales et d'autres industries privées. La mission d'ispace est de permettre à ses clients de découvrir, cartographier et utiliser les ressources lunaires naturelles.
De 2013 à 2018, ispace était propriétaire et exploitant de l'équipe Hakuto qui a participé au Google Lunar X Prize (GLXP). L'équipe a alors développé un rover lunaire nommé Sorato.
ispace a actuellement son siège social à Tokyo, au Japon, avec des bureaux aux États-Unis et au Luxembourg. Le fondateur et PDG de la société est Takeshi Hakamada.

## Histoire

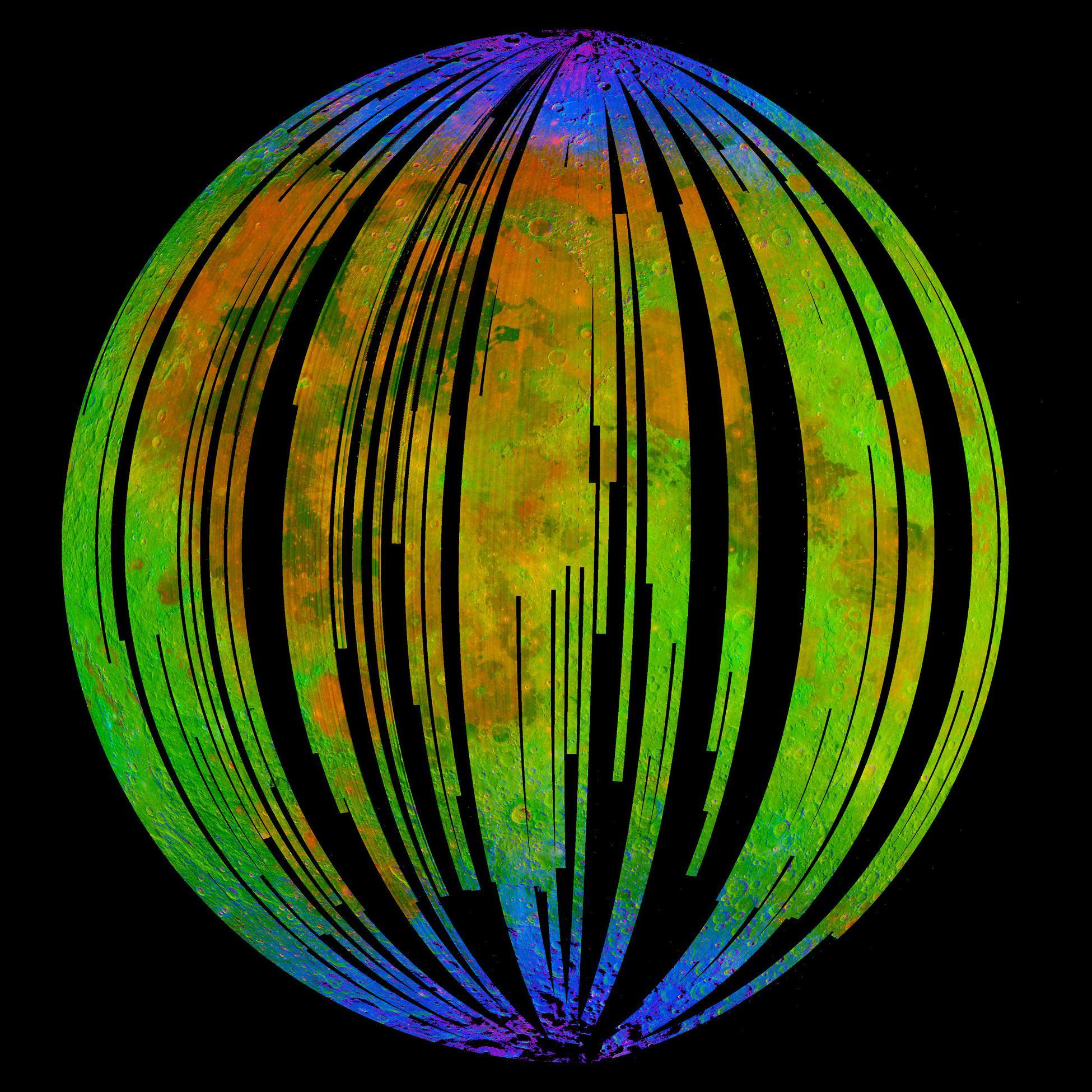
Image de la Lune prise par le Moon Mineralogy Mapper. Le bleu montre la signature spectrale de l'hydroxyde (composant de l'eau), le vert montre la luminosité de la surface telle que mesurée par le rayonnement infrarouge réfléchi du Soleil et le rouge montre un minéral appelé pyroxène.

Bien qu'ispace soit aujourd'hui indépendante, elle a débuté en tant que partenaire d'une organisation européenne appelée White Label Space (WLS). White Label Space était une équipe internationale d'ingénieurs fondée en 2008 pour participer au Google Lunar X Prize, compétition internationale dont le but était d'envoyer un engin spatial sur la surface de la Lune et lui faire parcourir 500 mètres, avec un prix de 20 millions de dollars américains à la clé. WLS avait son siège social aux Pays-Bas et était dirigé par Steve Allen. La partie européenne devait développer l'atterrisseur lunaire de l'équipe tandis que le groupe japonais composé du laboratoire Space Robotics Lab de l'université du Tōhoku et dirigé par Kazuya Yoshida devait développer un rover.
En 2010, White Label Space Japan LLC, le prédécesseur d'ispace a été fondé par Takeshi Hakamada pour gérer l'aspect commercial et technique du groupe japonais. Le 30 janvier 2013, lorsque les coéquipiers européens ont cessé de s'impliquer de manière substantielle dans le compétition, les membres basés au Japon ont décidé de poursuivre le travail et WLS a transféré le droit de participation au Google Lunar X Prize à White Label Space Japan LLC. Steve Allen, le leader de WLS a été remplacé par Takeshi Hakamada.
En mai 2013, la société mère de l'équipe, White Label Space Japan a changé son nom en ispace, tandis que l'équipe Google Lunar X Prize a été renommée « Hakuto » (en français lapin blanc, en référence au lapin lunaire) le 15 juillet de la même année. L'équipe Hakuto n'a pas réussi à entreprendre une mission lunaire pendant le Google Lunar X Prize (qui s'est conclu sans vainqueur), mais après l'arrêt de la compétition, ispace a poursuivi ses plans d'exploration lunaire et, en 2018, la société a réussi à lever plus de 90 millions de dollars de financement privé pour développer son propre atterrisseur lunaire en plus de poursuivre ses travaux sur les rovers lunaires.
En septembre 2018, ispace prévoyait de tester ses systèmes en orbite autour de la Lune mais sans y atterrir. La société a signé pour deux lancements sur des fusées Falcon 9 de SpaceX, prévus en 2020 et 2021,. ispace développe également un concept de mission appelé Polar Ice Explorer qui prospecterait des ressources lunaires sur une région proche du pôle Sud de la Lune.
Le 10 octobre 2018, une équipe industrielle menée par Draper Laboratory, et épaulée d'ispace, de General Atomics et de Spaceflight Industries a soumis une proposition d'atterrisseur lunaire commercial au programme Commercial Lunar Payload Services de la NASA.
Le 21 juillet 2022, la NASA a annoncé qu'elle avait attribué un contrat CLPS à Draper Laboratories et son équipe.

## Programme Hakuto-R
La stratégie à long terme d'ispace est de construire des atterrisseurs et des rovers pour concourir pour les contrats de mission de transport et d'exploration des agences spatiales et de l'industrie privée. La NASA vise à engager des industries privées pour explorer et exploiter l'eau lunaire et d'autres ressources lunaires afin de soutenir une future infrastructure basée sur la Lune. Le financement des deux premières missions a été initialement assuré par un consortium de fonds et d'entreprises japonais,.
En 2018, ispace a signé un accord de travail avec Draper pour servir d'agent de conception de l'équipe, ce qui a entraîné des changements importants. En août 2019, ispace a annoncé une restructuration de son programme lunaire, désormais appelé Hakuto-R, à la lumière de l'augmentation rapide de la demande des clients pour des services de livraison de charge utile dans l'industrie de l'exploration lunaire, en particulier depuis le récent contrat Commercial Lunar Payload Services (CLPS) attribué à Draper et ses partenaires, dont ispace. Un changement important a été l'élimination de la mission d'orbiteur de démonstration technologique en 2020 au profit d'une évolution plus rapide vers une démonstration des capacités d'atterrissage. Hakuto-R Mission 1 est un atterrisseur lunaire transportant la mission lunaire des Émirats, le rover Rashid 1, en partenariat avec le Centre spatial Mohammed bin Rashid (MBRSC), ainsi que le robot lunaire transformable Sora-Q de Tomy et de la JAXA. Hakuto-R Mission 1 abrite une autre charge utile, un disque musical contenant la chanson "SORATO" du groupe de rock japonais Sakanaction. La chanson a été initialement publiée en 2018 dans le cadre de la campagne de la Team Hakuto pour le Google Lunar X Prize.

### Lancements
Hakuto-R Mission 1 a été lancée le 11 décembre 2022 à 07h38 UTC par une fusée Falcon 9 Block 5, emportant les rovers Rashid 1 des Émirats arabes unis et Sora-Q, un petit démonstrateur technologique de rover japonais, et avec comme co-passager le satellite Lunar Flashlight de la NASA. La mission est entrée en orbite lunaire le 21 mars 2023 avec une tentative d'atterrissage lunaire le 25 avril 2023 qui s'est conclue par un crash à la surface lunaire.
Hakuto-R Mission 2, composé d'un atterrisseur embarquant un rover lunaire, devrait être lancé en 2024.

## Mission 3 et suivantes
La Mission 3 d'ispace devrait être lancée en 2025. ispace prévoit de commercialiser les missions 3 à 9 en tant que système de transport vers la surface lunaire rentable et à haute fréquence, tandis que la mission 10 amorcera la construction d'une « plate-forme industrielle » pour permettre l'exploitation des ressources en eau lunaire.